# 南宫庵群
南宫庵群，位于中国广东省茂名市高州市城区南关街南宫岭，为茂名市高州市文物保护单位，类型为古建筑，公布时间为1994年11月15日。
南宫庵群的历史年代为明代。